# Kusagur, Ranibennur
Kusagur là một làng thuộc tehsil Ranibennur, huyện Haveri, bang Karnataka, Ấn Độ.